# Schweizer Cup (Fussball, Männer) 2005/06
Der 81. Schweizer Cup (2003/04 bis 2007/08 Swisscom Cup, nach Titelsponsor Swisscom) fand vom 17. September 2005 bis zum 17. April 2006 statt. Nachdem der BSC Young Boys im Halbfinal den Titelverteidiger (und damaligen Meisterschaftszweiten) FC Zürich klar besiegt hatte, war er Favorit gegenüber dem inferior eingeschätzten FC Sion aus der Challenge League. Wider Erwarten trotzten die Sittener den Bernern jedoch ein Remis nach Verlängerung ab und reüssierten im Elfmeterschiessen. Damit holte der FC Sion den Cup zum 10. Mal und erstmals nach neun Jahren wieder ins Wallis. Noch nie zuvor hatte ein unterklassiger Club den Schweizer Cup gewonnen.

## Modus
Die 10 Vereine der Super League sowie 17 Klubs der Challenge League waren direkt für den Schweizer Cup qualifiziert (nicht spielberechtigt war aus der Challenge League der FC Vaduz, da die Liechtensteiner Clubs zwar am Schweizer Meisterschaftsbetrieb teilnehmen, aber im eigenständigen Liechtensteiner Cup starten). Zu diesen 27 Vereinen stiessen 11 Klubs aus der 1. Liga sowie 26 Klubs aus der Amateur-Liga. Diese mussten sich in Regionalausscheidungen für den Swisscom Cup qualifizieren.
Der Schweizer Cup wird im K.-o.-System ausgetragen. Die unterklassigen Mannschaften geniessen bis zur 3. Runde (Achtelfinals) das Heimrecht.

## Achtelfinals
Im Achtelfinal werden die Partien ohne Bedingungen gezogen, d. h. jede Mannschaft kann auf jede andere Mannschaft treffen. Die Mannschaft aus der niedrigeren Liga erhält das Heimrecht, bei zwei Mannschaften aus der gleichen Liga bekommt es die erstgezogene.
|                 | Ergebnis        |                |
| --------------- | --------------- | -------------- |
| Küssnacht       | 1:2             | Locarno        |
| FC Sion         | 1:0             | AC Bellinzona  |
| AC Lugano       | 2:1             | FC Wil         |
| FC Schaffhausen | 0:0 (4:5 i. E.) | FC Aarau       |
| FC Basel        | 3:4             | FC Zürich      |
| SC Kriens       | 1:2             | BSC Young Boys |
| Servette        | 1:1 (6:5 i. E.) | FC Thun        |
| FC Winterthur   | 2:0             | FC Luzern      |

## Viertelfinals
Auch im Viertelfinal werden die Partien ohne Bedingungen gezogen, d. h. jede Mannschaft kann auf jede andere Mannschaft treffen. Heimrecht hat im Viertel- und im Halbfinal die erstgezogene Mannschaft.
| Datum    |                              | Ergebnis        |                     |
| -------- | ---------------------------- | --------------- | ------------------- |
| 04.02.06 | FC Locarno (1. Liga)         | 0:1             | FC Sion (ChL)       |
| 04.02.06 | FC Aarau (SL)                | 1:1 (2:3 i. E.) | FC Zürich (SL)      |
| 05.02.06 | AC Lugano (ChL)              | 1:2             | BSC Young Boys (SL) |
| 05.02.06 | Servette FC Genève (1. Liga) | 1:3 n. V.       | FC Winterthur (ChL) |

## Halbfinals
Die Begegnungen wurden ausgelost.
| Datum    |                     | Ergebnis |                     |
| -------- | ------------------- | -------- | ------------------- |
| 15.03.06 | FC Zürich (SL)      | 1:4      | BSC Young Boys (SL) |
| 15.03.06 | FC Winterthur (ChL) | 0:1      | FC Sion (ChL)       |

## Final
| Paarung        | BSC Young Boys – FC Sion |
| Ergebnis       | 1:1 (1:0), 4:6 i. E. |
| Datum          | 17. April 2006, 15:00 |
| Stadion        | Stade de Suisse, Bern |
| Zuschauer      | 30'569 Zuschauer (ausverkauft) |
| Schiedsrichter | Rutz |
| Tore           | 1:0 Carlos Varela (16.) 1:1 Goran Obradović (55.) Elfmeterschießen: 0:1 Goran Obradović Daniel João Paulo an die Latte 0:2 Emanuele Di Zenzo 1:2 Hakan Yakin 1:3 Didier Crettenand 2:3 Tiago Calvano 2:4 Alain Gaspoz 3:4 Mario Raimondi 3:5 Alberto Regazzoni                   |
| BSC Young Boys | Marco Wölfli; Christian Schwegler, Tiago Calvano, Steve Gohouri, Ronny Hodel (90. Yao Aziawonou); Joël Magnin, Everson (106. Hakan Yakin); Carlos Varela, Gilles Yapi (35. Miguel Portillo), Mario Raimondi; Daniel João Paulo Cheftrainer: Gernot Rohr ( Deutschland)           |
| FC Sion        | Germano Vailati; Alain Gaspoz, Stéphane Sarni, João Pinto, Sébastien Meoli; Luís Carlos (46. Alberto Regazzoni), Gelson Fernandes, Emanuele Di Zenzo; Goran Obradović; Léonard Thurre (119. Didier Crettenand), Paulo Vogt (107. Leandro Fonseca) Cheftrainer: Christophe Moulin |
| Gelbe Karten   | Christian Schwegler (Fussballspieler)\|Christian Schwegler (9., Unsportlichkeit), Everson (27., Foul), Daniel João Paulo (113., Foul), Hakan Yakin (120., Unsportlichkeit) – Vogt (37., Foul), Goran Obradović (70., Unsportlichkeit), Stéphane Sarni (90., Foul)                |
| Platzverweise  | Steve Gohouri (31., Notbremse an Paulo Vogt) – João Pinto (120., Tätlichkeit) |
| Besonderheiten | Sion legte auf dem Spielfeld durch Captain Gaspoz Protest wegen des Einsatzes von Everson ein. YB ohne Pirmin Schwegler (gesperrt). 90. Hodel verletzt ausgeschieden. Portillo rückte nach Gohouris Platzverweis in die Innenabwehr.                                             |